# Coenobius ruficollis
Coenobius ruficollis es un insecto coleóptero de la familia Chrysomelidae.
Fue descrita científicamente en 2000 por Medvedev.